# Profusion
Profusion ist eine seit 2002 bestehende Progressive-Rock-Band aus Siena.

## Geschichte
2001 gründeten Vladimer Sichinava, Jonathan Caradonna und Marco Pieri die Band „Mardi Gras Experience“. Das Trio war stark vom amerikanischen Progressive Rock der 1990er Jahre beeinflusst. 2002 wurde die Band in „Profusion“ umbenannt. „Profusion“ ist eine Zusammensetzung von „Progressive“ und „Fusion“. Bald erweiterte sich die Gruppe durch den Gitarristen Alberto Riggi und den Sänger Alessandro Buzzo. Im Dezember 2002 schlossen Profusion die Aufnahme des Demo-Albums Una sera a Samperbuio ab.
Nach der Aufnahme des Demo-Albums komponierte die Band komplizierte Musikstrukturen. Die neue Musik unterschied sich stark von der Musik auf dem Demo-Album. In dieser Zeit hatte die Band ihre ersten öffentlichen Auftritte. 2003 wurde sie durch Fabiano Biagini (Flöte) erweitert. Die Band entwickelte sich ab diesem Zeitpunkt in Richtung Progressive Rock der 1970er Jahre. Im Juli 2004 startete Profusion die Aufnahme eines neuen Albums. Die Aufnahmen waren durch zahlreiche Probleme erschwert und verzögerten sich. One Piece Puzzle wurde schließlich 2006 veröffentlicht. Während der Aufnahme des Albums verließen Marco Pieri und Fabiano Biagini die Band und die Gruppe stand kurz vor ihrem Ende. Jedoch kamen 2007 der Bassist Luca Cambi und die Flötistin Sara Pianigiani neu hinzu.

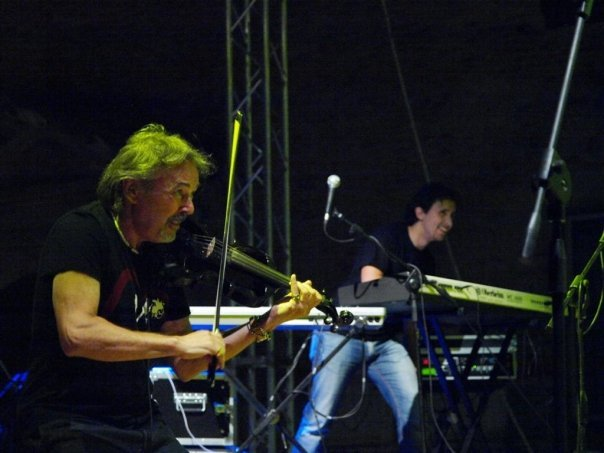
Mauro Pagani und Gionatan Caradonna, Festival, La Città Aromatica 2009

2009 wurde Sara Pianigiani durch Irene Conforti ersetzt, die bereits an den Aufnahmen zum Album One Piece Puzzle teilgenommen hatte. Zu dieser Zeit kam Gitarrist Thomas Laguzzi für Alberto Riggi in die Gruppe. Im Juni 2010 ging die Band erneut ins Studio, um das zweite Album RewoToweR aufzunehmen, an dem der Pop-Soul-Sänger Luca Latini mitwirkte, des Weiteren Simon Hosford (Tommy Emmanuel Band, Virgil Donati’s On the Virg), Tita Nesti (italienische Jazz-Sängerin) und Maia Baratashvili (georgische Jazz-Sängerin). Im Herbst 2011 unterschrieb Profusion einen Vertrag mit ProgRock Records. Das amerikanische Label veröffentlichte das Album RewoToweR am Anfang des Jahres 2012.
Am 22. September 2015 erschien das dritte Album der Band, Phersu, diesmal in Zusammenarbeit mit der Opernsängerin Anita Rachvelishvili und dem Percussionisten der georgischen Band The Shin, Mamuka Ghaghanidze. 2015 kamen David Peppi (Gitarre) und Juri Maccianti (Bass) für Luca Cambi und Thomas Laguzzi in die Band. Ihre Musik wird derzeit bei Progressive Promotion Records veröffentlicht.

## Diskografie
- 2003: Una sera a Samperbuio (Demo)
- 2006: One Piece Puzzle (Album)
- 2012: RewoToweR (Album)
- 2015: Phersu (Album)